# Griposaure
El griposaure (Gryposaurus, "llangardaix amb el nas ganxut") és un gènere de dinosaure bec d'ànec que va viure entre fa 83 i fa 75 milions d'anys, al Cretaci superior (del Santonià superior al Campanià superior), en el que actualment és Nord-amèrica. Les espècies anomenades de griposaure es coneixen de la formació de Dinosaur Park d'Alberta, Canadà, i de la formació del Two Medicine inferior de Montana i la formació de Kaiparowits de Utah als Estats Units.